# Can Carreres (Sant Climent Sescebes)
Can Carreres és un edifici al sud del veïnat de Vilartolí, a uns dos quilòmetres al nord de la població de Sant Climent Sescebes (Alt Empordà) Aquest edifici està catalogat l'Inventari del Patrimoni Arquitectònic de Catalunya. Edifici aïllat de planta irregular format per la successiva juxtaposició de diferents cossos que delimiten una zona de pati central. La construcció és bastida en pedra sense treballar lligada amb morter, amb diverses refeccions de maons i pedra desbastada a les cantonades. La part més destacable és l'edifici situat a l'extrem nord-est del conjunt. Es tracta d'un cos rectangular amb la coberta d'un sol vessant de teula i distribuït en planta baixa i pis. La façana principal, orientada a llevant, presenta els dos elements més remarcables de la construcció. A la planta baixa hi ha el portal d'accés, actualment tapiat. És d'arc de mig punt adovellat amb els brancals bastits amb carreus de granit ben desbastats. Damunt seu hi ha una finestra rectangular emmarcada en pedra calcària de tonalitat blanquinosa, amb l'ampit motllurat i la llinda plana gravada amb una inscripció de difícil lectura. Una motllura decorativa recorre l'intradós de l'obertura. A Can Carreres, la casa encara és habitada però el cos de l'edificació on hi han el portal i la finestra resta deshabitat.